# František Brusák
František Xaver Brusák (1. listopadu 1840, Ohaveč – 5. dubna 1918, Praha-Staré Město (nemocnice Na Františku)), byl český římskokatolický kněz a pomocný biskup pražské arcidiecéze.

## Život
Kněžské svěcení přijal 25. července 1868. Od září 1868 do 10. května 1870 byl kaplanem v Příbrami. Odtud byl povolán do Prahy, od září roku 1870 byl kaplanem u sv. Jindřicha a katechetou ve farní škole u sv. Jindřicha na Novém Městě. 
Od roku 1884 byl spirituálem pražského kněžského semináře, od roku 1888 jeho rektorem. Od roku 1890 působil jako kanovník Metropolitní kapitula u sv. Víta v Praze a bydlel v kanovnickém domě čp. 59/IV na Hradčanském náměstí.. 2. září 1891 byl jmenován děkanem pražského kostela sv. Apolináře, později též děkanem Metropolitní kapituly. 
V letech 1899 až 1908 byl generálním vikářem pražské arcidiecéze. Dne 1. května 1908 jej papež Pius X. jmenoval pomocným biskupem pražským a titulárním biskupem akmonijským. konsekrace se uskutečnila 17. května 1908. 

## Ocenění
V roce 1910 byl oceněn Řádem Františka Josefa v hodnosti komtura se stříbrnou hvězdou